# Tmetopteryx formosa
Tmetopteryx formosa är en fjärilsart som beskrevs av M.Gaede 1928. Tmetopteryx formosa ingår i släktet Tmetopteryx och familjen tandspinnare. Inga underarter finns listade i Catalogue of Life.